# Sonor

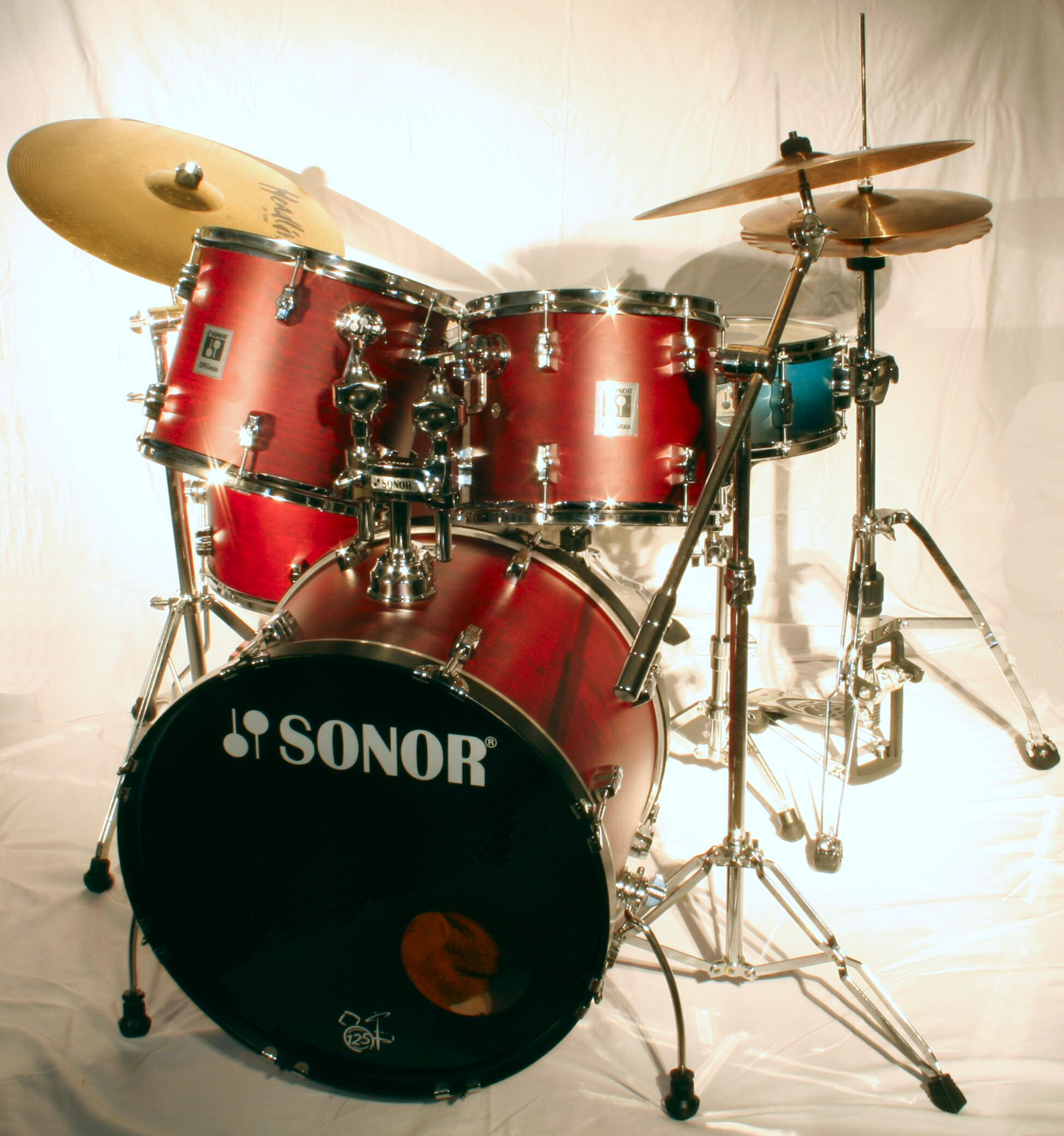
Perkusja firmy Sonor

Sonor – niemiecki producent instrumentów perkusyjnych. Firma powstała w 1875 roku z inicjatywy Johannesa Linka.
Na instrumentach firmy Sonor grali tacy muzycy jak: Tommy Aldridge, Cindy Blackman, Dave Garibaldi, Will Kennedy, Russ Kunkel, Tomas Haake, Steve Smith, Danny Carey, Phil Rudd, Christoph Schneider, Jack Dejohnette, Jojo Mayer, Gavin Harrison czy Will Calhoun.